# Airbus Helicopters H175
L'Airbus Helicopters H175 és un helicòpter utilitari de mida mitjana i set tones de pes fabricat per Airbus Helicopters (anteriorment Eurocopter). A la Xina, l'H175 és fabricat per l'Aviation Industry Corporation of China (AVIC) amb el nom d'Avicopter AC352. Originalment fou llançat amb els noms de Eurocopter EC175 i Harbin Z-15. Se l'ha descrit com a helicòpter «súper-mitjà».
Fou llançat formalment a la Heli-Expo de Houston (Estats Units) el 24 de febrer del 2008. Les previsions d'Airbus Helicopters preveien la venda d'entre 800 i 1.000 EC175 durant els primers vint anys de comercialització. Entrà en servei el desembre del 2014 i l'any següent fou formalment reanomenat H175, conformement amb la reconstrucció de marca de Eurocopter a Airbus.

## Especificacions (EC175)
Dades de Airbus Helicopters web
Característiques generals
- Tripulació: 2 pilots
- Capacitat: 12-18 passatgers
- Longitud: 18,06 m
- Diàmetre del rotor: 14,80 m
- Alçada: 5,34 m
- Superfície del disc 172 m²
- Pes buit: 4.603 kg
- Pes carregat: 7.500 kg
- Pes màxim d'enlairament: 7.800 kg[5]
- Motors: 2×  turboeix Pratt & Whitney Canada PT6C-67E, 1.324 kW   cada un

 Rendiment 
- Velocitat màxima: 315 km/h
- Velocitat de creuer: 300 km/h
- Abast: 1.259 km
- Sostre de servei: 5.500 m